# Birgitta Lundberg-Söderström
Birgitta Lundberg, (även Lundberg-Söderström), född 25 juni 1935 i Katarina församling i Stockholm, död 9 mars 2018 i Nice i Frankrike, var en svensk målare, tecknare, grafiker och konsthantverkare.
Hon var dotter till disponenten Ernst Lundberg och Elsa Lorin och 1960–1973 gift med Gunnar Söderström. Hon studerade vid Maj Laurents konsthantverksskola i Stockholm 1953 och dekorativt måleri vid Konstfackskolan 1952–1957 samt vid Kungliga Konsthögskolan 1957–1962 och med självstudier under resor till England, Norge, Tyskland, Italien och Frankrike. Hon tilldelades stipendium från Svensk-norska samarbetsfonden och Helge Ax:son Johnsons stiftelse och var Ester Lindahl-stipendiat 1963–1964. Separat ställde hon ut på Lilla Paviljongen i Stockholm, i Köping, på Lilla konstsalongen i Malmö och på de Ungas Salong i Stockholm. Tillsammans med sin man och Steintor Sigurdsson ställde hon ut på Galerie S:t Nikolaus i Stockholm 1956 och tillsammans med sin man och Lars Hofsjö på Galleri Maneten i Göteborg 1959. Hon medverkade i ungdomsbiennalen i Gorizia i Italien, Liljevalchs Stockholmssalonger och grafiktriennalen på Nationalmuseum 1966. Hon var en av deltagarna i folkbildningsprojektet Multikonst som arrangerades av Konstfrämjandet, Sveriges Radio-TV och Riksutställningar 1967. Hon tilldelades Ester Lindahls resestipendium 1963. Hennes konst består av gouacher med varierande motiv. Lundberg-Söderström är representerad vid Moderna Museet i Stockholm, Kalmar konstmuseum, Norrbottens museum och Eskilstuna konstmuseum.